# Vittus Qujaukitsoq

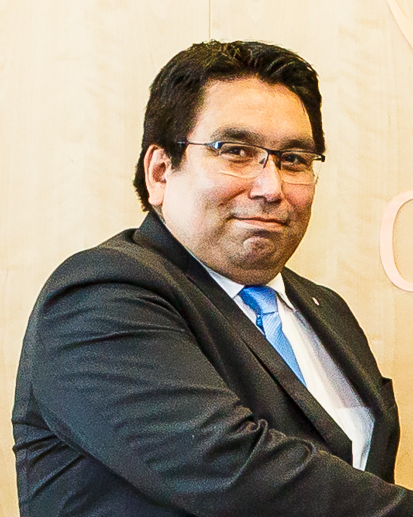
Vittus Qujaukitsoq (2016)

Vittus Peter Meqqusaaq Qujaukitsoq [ˈvid̥us ˈpeːd̥ʌ ˌmɜqːuˈsɑːq quˈjaːˌkit͡sːɔq] (* 5. Oktober 1971 in Qaanaaq) ist ein grönländischer Politiker.

## Leben

### Frühe Jahre
Vittus ist der Sohn des Politikers Ûssarĸak K'ujaukitsoĸ (1948–2018) und der Küchenhelferin Inger Kristiansen (* 1946). Er ist mütterlicherseits der Neffe von Benedikte Thorsteinsson (* 1950), der Großneffe von Nikolaj Rosing (1912–1976) und der Cousin von Inga Dóra G. Markussen (* 1971) und Anna Wangenheim (* 1982). Er ist verheiratet mit Naja Kreutzmann Qujaukitsoq und hat eine erwachsene Tochter. An der Handelsschule Niuernermik Ilinniarfik in Nuuk wurde er 1993 zum Übersetzer und Dolmetscher ausgebildet. Er übte diesen Beruf allerdings nur ein Jahr aus, bevor er Sekretär in Politik und Wirtschaft wurde, wie z. B. bei den Unternehmen KNI, Royal Greenland und Nukissiorfiit, und bei der Siumut und in verschiedenen Ministerien im Naalakkersuisut.

### Politikkarriere in der Siumut
2011 wurde er zum Zweiten Vizevorsitzenden der Siumut gewählt. 2013 kandidierte er bei der Parlamentswahl und konnte mit 205 Stimmen einen Sitz im Inatsisartut erlangen. Nach der Wahl wurde er im April 2013 von Aleqa Hammond zum Finanz- und Innenminister im Kabinett Hammond I ernannt und trat somit traditionsgemäß von seinem Parlamentssitz zurück. Er behielt das Amt auch nach dem Zusammenbruch der Koalition im November 2013 im Kabinett Hammond II. Im Oktober 2014 zerfiel die Regierung und Vittus Qujaukitsoq übernahm bis zu den Neuwahlen im Dezember auch interim das Ressort Infrastruktur im Kabinett Kielsen (interim).
Nach einem Jahr scheiterte die Regierung und Vittus Qujaukitsoq konnte bei der Wahl nur noch 87 Stimmen erreichen, womit er einen Sitz im Inatsisartut deutlich verfehlte. Allerdings wurde er vom neuen Premierminister Kim Kielsen zum Minister für Äußeres, Arbeit, Arbeitsmarkt und Handel im Kabinett Kielsen I ernannt.
Vertretungsweise war er von November 2015 bis Februar 2016 Minister für Äußeres, Finanzen und Rohstoffe. Nach einem erneuten Koalitionszusammenbruch wurde im Oktober 2016 ein neues Kabinett unter Kielsen gebildet, in dem Vittus Qujaukitsoq Minister für Arbeit, Arbeitsmarkt, Handel, Energie und Äußeres wurde.
Im April 2017 trat er als Minister zurück. Ende 2016 hatte er viel Kritik einstecken müssen, weil er Dänemark als „arrogant“ bezeichnet hatte. Wenig später begründete Qujaukitsoq seine Entscheidung damit, dass Kielsen ihm das Außenministerium entziehen wollte. Im Mai 2017 wurde er zum Vorsitzenden der Siumut in Nuuk ernannt. Im Juli 2017 kandidierte er auch für den nationalen Parteivorsitz, verlor aber mit 19 zu 48 Stimmen gegen Premierminister Kielsen.

### Politikkarriere in der Nunatta Qitornai
Im September verließ er die Siumut aus Unzufriedenheit mit dem fehlenden Fortschritt in Richtung Unabhängigkeit. Für seine neue Partei Nunatta Qitornai konnte er die für die Aufstellung zur Inatsisartut-Wahl 2018 benötigten 942 Stimmen Anfang Februar 2018 abliefern, jedoch wurde im März bekanntgegeben, dass einige Stimmen annulliert wurden. Wenig später konnte er doch noch genügend Unterschriften einreichen. Bei der Wahl erreichte die Nunatta Qitornai 3,4 % der Stimmen, was für einen Sitz im Inatsisartut reichte. Diesen erhielt Vittus Qujaukitsoq mit 634 Stimmen. Nach den anschließenden Koalitionsverhandlungen wurde er zum Minister für Rohstoffe, Arbeitsmarkt, Inneres, Verfassung und Unabhängigkeit im Kabinett Kielsen III ernannt. Als die Partii Naleraq die Regierung im September verließ, übernahm Vittus Qujaukitsoq zusätzlich interim das Finanzministerium von Pele Broberg. Anfang Oktober wurde er zum Minister für Finanzen und Nordische Zusammenarbeit im Kabinett Kielsen IV ernannt. Als Finanzminister setzte er die Finanzierung der neuen grönländischen Flughäfen durch. Auch im Kabinett Kielsen V behielt er seine bisherigen Ressorts. Am 22. November 2019 erhielt er das Rohstoffdepartement von Erik Jensen, der zurückgetreten war. Im Zuge dessen gab er den Bereich Nordische Zusammenarbeit an Ane Lone Bagger ab. Im Kabinett Kielsen VI wurde er im Mai 2020 erneut zum Finanzminister ernannt. Nach dem Zusammenbruch der Koalition übernahm er im Februar 2021 interim auch das Ministerium für Erwerb und Rohstoffe bis zur Wahl im April 2021.
Bei der Parlamentswahl 2021 konnte er nicht mehr genügend Stimmen erreichen und die Nunatta Qitornai schied aus dem Inatsisartut aus. Auch bei der Kommunalwahl 2021 konnten Vittus Qujaukitsoq und der Rest der Partei keine Mandate erreichen.

### Weitere Karriere
Im Herbst 2021 verlor seine Partei mit der ehemaligen Regierungschefin Aleqa Hammond das einzige politische Profil neben ihm selbst, als diese zurück zur Siumut wechselte. Im März 2022 wurde Vittus Qujaukitsoq zum kommissarischen Direktor der Fischer- und Jägerorganisation KNAPK ernannt. Im Mai 2022 wurde er zum Vorsitzenden des grönländischen Fischereirats ernannt. Im Oktober 2022 wurde er festangestellt als Direktor von KNAPK. Bei der Folketingswahl 2022 trat seine Partei deswegen nicht mehr an.
Im Februar 2025 kündigte er ein Comeback in die Politik an und gab an, für die Naleraq bei der Parlamentswahl 2025 kandidieren zu wollen. In Verbindung damit gab er bekannt, dass die Nunatta Qitornai jetzt Geschichte sei. Bei der Wahl erhielt er jedoch nur 29 Stimmen und verpasste somit einen Parlamentssitz.